# Linea U (Transilien)
Transilien Paris-La Défense è il servizio Transilien di SNCF che parte da La Défense. Si tratta di un servizio ferroviario regionale nell'Île-de-France.
Al servizio è assegnata la lettera U e collega La Défense a La Verrière via St Quentin en Yvelines. Serve 10 stazioni attraverso 31 km e trasporta 50.000 clienti al giorno.